# Aftontjärnen, Ångermanland
Aftontjärnen är en sjö i Kramfors kommun i Ångermanland och ingår i Nätraån-Ångermanälvens kustområde.